# Тарзална формула
Тарза̀лна фо̀рмула или стъпална формула – съкратен запис на броя членчета на всеки чифт стъпала (тарзуси) на дадено насекомо. Състои се от три числа разделени с тирета – първото число показва броя членчета на първото стъпало, следващото – на второто стъпало и последното – на третото стъпало. Броят членчета на стъпалото е важен диагностичен белег в ентомологията, използва се често и затова обикновено се изписва съкратено с тарзална формула. Така например бръмбарите чернотелки (Tenebrionidae) имат стъпална формула 5-5-4 по което лесно се различават от бръмбарите бегачи (Carabidae) чиято формула е 5-5-5.